# Pulupandan
Pulupandan est une localité de la province du Negros occidental, aux Philippines. En 2015, elle compte 27 735 habitants.